# یاقوت سه‌چشم
یاقوت سه‌چشم فیلمی به کارگردانی آرماییس آقامالیان و نویسندگی پرویز نوری محصول سال ۱۳۴۹ خورشیدی است. این فیلم که به صورت رنگی سینما اسکوپ تولید شد،‌ محصول فیلمکو فیلمز می‌باشد.

## داستان
دختر جوانی به نام شهره در هتل شمال به قتل می‌رسد و ظاهر امر حاکی از آن است که چون او پاسخ رد در برابر عشقش از خوانندهٔ هتل (شاهین) شنیده، دست به خودکشی زده است... 

## بازیگران
اسامی بازیگران فیلم یاقوت سه چشم به شکل* و ترتیب نمایش در عنوان‌بندی آغازین فیلم  :
1. محمدعلی فردین به نقش شاهین
2. آذر شیوا  به نقش فیروزه
3. [علی] میری
4. جهانگیر غفاری به نقش کاووس
5. [محسن] مهدوی به نقش کارآگاه
6. ویکتوریا [نرسسیان] به نقش شیلا
7. مارینا [متر]  به نقش فرشته
8. رضا عبدی
9. رضوانی به نقش شکوهمند
10. سیمین علیزاده
11. عدیله [اشراق] به نقش شهره
12. [حسین] اشراق به نقش نیکزاد
13. فریده
14. امیرحسین خان‌شهری
15. همایون به نقش کمال‌الدین
16. جهانگیر فروهر به نقش پیشخدمت هتل (در عنوان‌بندی نیامده است)
17. محمد فرزین به نقش بیشخدمت در عنوان‌بندی نیامده است)

* اسامی داخل کروشه در عنوان بندی و یا پوستر درج نشده‌اند.

## نمایش فیلم
فیلم «یاقوت سه چشم» از تاریخ چهارشنبه ۱۸ شهریور ۱۳۴۹ خورشیدی در ۱۳ سینما در تهران و شهرستانها به نمایش درآمد  . این فیلم جایگزین فیلمی هندی بنام «فصل عشق» با عنوان اصلی "Pyar Ka Mausam" در در گروه سینمایی اونیورسال تهران شد .
سینماهای نمایش‌دهنده فیلم «یاقوت سه چشم» در گروه سینمایی اونیورسال شامل ۱۳ سینمای اونیورسال، اروپا، آسیا، میامی، ایران، تیسفون، ساینا، آستارا، مارلیک، مونت‌کارلو، پانوراما، سیلوانا و برنامه افتتاحیه سینما پاسیفیک (جاده قدیم شمیران) بودند. همزمان این فیلم در سینماهای شهرستانهای کرمانشاه (سینما آتلانتيك)، مشهد (فردوسی، هما)، تبریز (متروپل، دیانا)، اصفهان (نقش جهان، مایاک، همایون)، شیراز (پارامونت، پارس، پرسپولیس) نیز به نمایش درآمد  .
فیلم «یاقوت سه چشم» پس از دو هفته نمایش در تهران، در گروه سینمایی اونیورسال در تاریخ چهارشنبه اول مهرماه ۱۳۴۹ جای خود را به فیلم رقاصه شهر (شاپور قریب) داد  .

## موسیقی فیلم
- روبیک منصوری: موزیک متن
- سورن [الکساندر مایلیان]: آهنگساز
- انوشیروان روحانی: آهنگساز
- کریم فکور: ترانه‌سرا
- عارف: خواننده ترانه
- عهدیه: خواننده ترانه

ترانه‌های اشاره، امشب بیا و شیطون‌بلا با آهنگسازی انوشیروان روحانی و با صدای عارف اجرا شده‌‌اند.
ترانه‌ی خیال تو (یار وفادار) ساخته سورن به صورت دو صدایی با صدای عارف و عهدیه اجرا شده است.

## تولید فیلم
- اواسط آذر ۱۳۴۸: ادامه فیلمبرداری در چالوس[۹]